# ガベズ県
ガベズ県（ガベズけん、アラビア語：ولاية قابس、Wilāyat Qābis） は、チュニジアの県である。チュニジアの南東に位置している。人口は343,000人（2004年）、面積は7,175km2。県都はガベズである。

## 隣接する県
- メドニン県
- ケビリ県
- ガフサ県
- シディブジッド県
- スファックス県

## 地理
ガベズ県庁は、チュニジアの首都チュニスから376km南に位置するガベズ湾沿岸部にある。
ガベズ県は以下のようないくつかの小さな都市がある。
- マトマタ
- ニューマトマタ
- ハンマ
- Matwiya
- Ghanoosh
- Mareth
- Menzel el Habeeb
- Widthreff

ガベズ県は温暖な地中海性気候である。ガベズ県は、海岸、山、砂漠、小規模の森、オアシスと対象をなす5つの景観がある

## 観光
ガベズ県での最も有名な観光地はマトマタである。マトマタは初期の状態を維持したままの世界でも珍しい都市のひとつである。